# Кировски поларно-алпијски ботанички институт
67° 39′ 05″ N 33° 40′ 20″ E / 67.65139° С; 33.67222° И
Поларно-алпијска ботаничка башта и институт Николаја Аврорина (рус. Полярно-альпийский ботанический сад-институт им. Н. А. Аврорина) један је од 11 научно-истраживачких центара Кољског научног центра Руске академије наука. Највећи део института и ботаничка башта налазе се у граду Кировску, док је део лабораторија и администрација у граду Апатити (оба града налазе се у централном делу Мурманске области на северозападу Русије).
Ботаничка башта је основана 26. августа 1931. на иницијативу геоботаничара Николаја Аврорина који је био и њен први директор. Статус научног института за геоботаничка истраживања има од 1967. године.
Кировска ботаничка башта је најсевернија ботаничка башта на тлу Русије, и једна од тек три светске ботаничке баште смештене унутар поларног круга. Обухвата територију површине 1.670 хектара, од чега је 1.250 хектара резервисано за узгајање и истраживање биљних врста. Сама ботаничка башта налази се на 77 километара од Кировска, односно на око 1,5 километара од туристичког центра Кукисвумчор. Недалеко од Апатитија налази се арборетум са богатом збирком поларних и високопланинских видова биљака, а посебно место у њему заузима око 400 биљних врста специфичних за подручје Мурманске области. У ботаничкој башти налази се више од 1.000 примерака различитих тропских и суптропских биљних формација.
Основни задаци института су:
- изучавање флоре Хибинских планина и поларних области;
- аклиматизација и ширење нових врста биљака;
- пошумљавање и озелењавање подручја Мурманске области аекватним биљним формацијама;
- образовање нових кадрова и студентска пракса.